# هالبرشتات سی‌ال-۲
هالبرشتات سی‌ال-۲ (به آلمانی: Halberstadt_CL.II) یک هواگرد ملخ‌پیشین تک‌موتوره از نوع جنگنده اسکورت و هواگرد تهاجمی ساخت شرکت هواپیماسازی هالبرشتاتر بود. این هواگرد نخستین پروازش را در ۱۹۱۷ انجام داد. در مجموع تعداد ۹۰۰ فروند از این هواگرد تولید شد.

## مشخصات فنی

### مشخصات عمومی
- خدمه: ۲ نفر
- طول: ۷٫۳ متر
- طول بال: ۱۰٫۸ متر
- نیرومحرکه: یک موتور خطی ۶ سیلندر مرسدس دی.۳ خنک شونده با آب: ۱۶۰ اسب بخار

### عملکرد
- حداکثر سرعت: ۱۶۵ کیلومتر بر ساعت

### تسلیحات
- ۲ × مسلسل ثابت
- ۱ × مسلسل متحرک
- نارنجک‌های ضدنفر ۵۰ کیلوگرمی یا بمب‌های ۱۰ کیلوگرمی[۱]